# Jean-André Deluc (Rechtsanwalt)
Jean-André Deluc (auch: Jean-André de Luc; * 16. Oktober 1763 in Genf; † 14. Mai 1847 ebenda) war ein Schweizer Rechtsanwalt und Geologe. Er war der Neffe des gleichnamigen Geologen.

## Leben
Deluc studierte Rechtswissenschaften an der Akademie Genf, wurde 1788 Rechtsanwalt und erlangte 1791 in Göttingen den Doktortitel. Zugleich naturwissenschaftlich gebildet, erweiterte er die Fossiliensammlung seines Onkels Jean-André. In England war er als Lehrer tätig, bevor er nach Genf zurückkehrte. In den Zeitschriften Bibliothèque universelle, Mémoires de la Société de physique et d’histoire naturelle de Genève und Annales de chimie publizierte Deluc zahlreiche Abhandlungen zur Geologie und zur Meteorologie, insbesondere über die Herkunft der erratischen Blöcke im Genferseebecken. Ausserdem veröffentlichte er 1818 eine Geschichte von Hannibals Alpenüberquerung (Histoire du passage des Alpes par Annibal), die kontrovers aufgenommen wurde, sowie eine theologische Schrift zur Offenbarung des Johannes (Eclaircissements sur l’Apocalypse).

## Werke (Auswahl)
- Recherches sur les modifications de l’atmosphére, Tome II, p. 293–333, Genève 1772 (deutsche Übers.: Reise durch Savoyen und auf die dortigen Gletscher,  Bern: Typographischer Verlag 1775)
- Reisen nach den Eisgebuergen von Faucigny in Savoyen, aus dem Französischen übersetzt [und mit biographischer Einleitung versehen von Heinrich Matthias Marcard],  Leipzig: bey Weidmanns Erben und Reich 1777
- Histoire du passage des Alpes par Annibal : dans laquelle on détermine d’une manière précise la route de ce Général, depuis Carthagène jusqu’au Tésin, d’après la narration de Polybe, comparée aux recherches faites sur les lieux; suivie D’un Examen critique de l’opinion de Tite-Live et de celles de quelques auteurs modernes. Avec une carte, Genève; Paris 1818
- Histoire du passage des Alpes par Annibal : dans laquelle on détermine d’une manière précise la route de ce Général, depuis Carthagène jusqu’au Tessin, d’après la narration de Polybe, comparée aux recherches faites sur les lieux, suivie d’un examen critique. Avec uns carte et une planche, Seconde édition corrigée et augmentée, Genève; Paris: J.J. Paschoud 1825
- Examen de la Doctrine des Ecritures touchant la personne de Jésus-Christ, la rédemption et le péché originel; suivi d’une dissertation sur la réligion naturelle, Genève: Barbezat et Comp. 1830
- Réplique à la lettre de M. le pasteur [Antoine-Jean-Louis] Galland, adressée à MM. les rédacteurs du Journal de Genève, Genève 1831
- Eclaircissements sur l’apocalypse et sur l’épitre aux Hébreux, ou Analyse de leur composition; suivis de remarques sur les deux premiers chapitres de St. Matthieu, Genève; Paris: Cherbuliez Déc. 1832 [sur couv.:] Janvier 1833